# Vaughn Duggins
Vaughn Duggins (Pendleton, Indiana, 10 de julio de 1987) es un exjugador de baloncesto estadounidense. Con 1,88 metros de estatura, jugaba en la posición de escolta.

## Trayectoria deportiva

### Universidad
Jugó durante cuatro temporadas con los Raiders de la Universidad Estatal Wright, en las que promedió 13,7 puntos, 3,3 rebotes, 2,5 asistencias y 1,2 robos de balón por partido. En su primera temporada fue incluido en el mejor quinteto de novatos de la Horizon League, mientras que al año siguiente lo hacía en el mejor quinteto absoluto, en 2010 aparecía en el segundo mejor quinteto y en el mejor defensivo, y volvía al cinco ideal de la conferencia en su temporada sénior.

### Profesional
Tras no ser elegido en el Draft de la NBA de 2011, firmó su primer contrato profesional en el mes de junio, fichando por el Walter Tigers Tübingen de la liga alemana. donde jugó dos temporadas, promediando en la primera de ellas 13,0 puntos y 3,0 rebotes por partido, y 14,0 y 2,6 en la segunda.
En julio de 2013 cambió de liga al fichar por el Le Mans Sarthe Basket de la Pro A francesa. Disputó una temporada, en la que promedió 10,1 puntos y 2,8 rebotes por partido, saliendo desde el banquillo.
En junio de 2014 cambió de equipo al fichar por el SLUC Nancy, donde se hizo un hueco en el quinteto titular, mejorando sus estadísticas en la única temporada que permaneció allí hasta los 14,6 puntos y 2,7 rebotes por partido.
En junio de 2015, a pesar de los rumores que lo situaban en el JSF Nanterre francés, acabó regresando a la liga alemana, al firmar por el EWE Baskets Oldenburg. En su primera temporada promedió 13,8 puntos, 3,0 asistencias y 2,7 rebotes por partido, que le valieron para ser incluido en el segundo mejor quinteto de la liga.